# Josef Bureš (spisovatel)
Josef Bureš (1930 Benátky – 2004) byl český autor jediné knihy autobiografických vzpomínek Jak jsem v devětačtyřicátém utekl hledat svobodu do Sovětského svazu, které na sklonku života sepsal. Vypráví v nich o své cestě do Sovětského svazu v roce 1949, kdy jako mladý levicový idealista chtěl najít spravedlnost a svobodu. Místo toho byl zatčen za špionáž a po ročním vězení poslán na Sibiř. Zde si našel ženu, se kterou se po mnohých útrapách vrátil zpět do Československa.

## Dílo
- Jak jsem v devětačtyřicátém utekl hledat svobodu do Sovětského svazu, ve zdraví přežil vězení a vyhnanství a zase se vrátil domů (nakladatelství Prostor, 2004)
- Jak jsem v devětačtyřicátém utekl hledat svobodu do Sovětského svazu (druhé vydání, nakladatelství Prostor, 2010)